# 캐럴라인 루커스
캐럴라인 퍼트리샤 루커스 (Caroline Patricia Lucas, 1960년 12월 9일 ~ )는 영국의 정치가이자 잉글랜드 웨일스 녹색당의 당원이다. 2010년 처음으로 녹색당 소속 의원으로 당선되었고, 지금까지 브라이턴퍼빌리언 선거구의 국회의원 (MP)을 맡고 있다. 2015년 총선에서는 보다 늘어난 득표차로 재선에 성공했다.
우스터셔주 맬번에서 태어난 루커스는 엑서터 대학교와 캔자스 대학교를 졸업한 뒤 1989년 엑서터 대학교에서 박사 학위를 받았다. 1986년부터 녹색당에 가입해 다양한 당내 역할을 맡았고, 1993년부터 1997년까지 옥스퍼드셔 주의회에도 진출했다. 1999년 사우스이스트잉글랜드 선거구에서 유럽 의회 의원 (MEP)로 당선됐고 2004년, 2009년에 다시 재선했다. 또한 2003년 ~ 2006년, 2007년 ~ 2008년에는 당내 여성 주의장 (Principal Speaker)직을 맡기도 했다.
루커스는 2008년 녹색당의 첫번째 대표가 되었고 2010년 총선에서 브라이턴파빌리언 선거구 대표 의원으로 당선되었다. 2012년에는 의회 직무에 더 많은 시간을 쏟고 재선 성공에 주력하기 위해 녹색당 대표직을 내려놓았다. 2015년 총선에서 루커스는 여전히 원내에서 유일한 당 의원으로 남긴 했으나, 녹색당 사상 가장 큰 득표율로 재선했다.
루커스는 녹색 경제, 지역화, 세계화의 대안, 무역 공정, 동물 복지, 먹거리와 관련된 운동을 벌이고 글을 집필한 것으로 유명하다. 더불어 정치인과 운동가로 지냈던 시간 동안 루커스는 RSPCA, 핵군축캠페인, 옥스팜을 비롯한 수많은 NGO 및 싱크탱크와 함께 활동했다.

## 어린 시절과 학업
캐럴라인 루커스는 잉글랜드 우스터셔주의 맬번에서 보수 성향의 중산층 부모님이었던 피터 루커스와 밸러리 루커스의 딸로 태어났다. 아버지는 조그만 중앙난방 회사를 운영하고 있었다.
루커스는 그레이트맬번에 있는 독립학교였던 맬번 여자고등학교 (2006년 맬번 세인트 제임스 고등학교으로 변경)에서 공부했다. 그런 뒤 엑서터 대학교에 들어가 영문학과에서 최우수 문학사를 받고 1983년 졸업했다. 대학에 다니는 동안 루커스는 핵군축캠페인에 참여하여 그리넘 커먼 우먼스 피스 캠프와 몰즈워스 피스 캠프에 여러 번 여행을 갔다. 루커스는 핵군축캠페인의 운동가였고, 영국 내 미 공군기지에 반대하는 눈뭉치 운동에 참가했었다.
1983년에서 1984년 사이 루커스는 캔자스 대학교에서 장학금을 받았고, 1987년에는 저널리즘 학위과정을 수행했다. 그런 뒤 1989년에는 엑서터 대학교에서 《여성을 위한 글쓰기: 엘리자베스 시대 공상 소설에서 독자로서의 여성에 관한 연구》 (Writing for Women: a study of woman as reader in Elizabethan romance) 라는 표제의 학위 논문으로 엘리자베스 문학 박사 학위를 받았다. 졸업 후에는 옥스팜의 홍보 부서관으로 일했다.

## 초기 정치 경력
1986년 대학원생이던 루커스는 영국 녹색당에 가입하여 당내 전국 홍보 부서관 (1987 ~ 89), 공동의장 (1989 ~ 90) 직을 맡으며 시간을 보냈다. 녹색당은 1990년에 세 정당으로 원만히 분당되었고, 루커스는 잉글랜드 웨일스 녹색당에 가입하여 총선 연설자 (1991 ~ 92), 당 소속 지역의회 의원 (1997 ~ 99)을 맡았다.
루커스의 첫 당선 경험은 1993년 옥스퍼드셔 주의회에서 영국 내 녹색당의 두번째 지방의회 의원으로 당선된 것이었다. 루커스는 1997년에 물러날 때까지 그 자리를 지켰다.

## 녹색당의 유럽 의회 의원 및 영국 의회 후보자
루커스는 비례대표제가 처음으로 시행되는 첫해의 선거였던 1999년 유럽 총선에서 사우스이스트잉글랜드 선거구의 유럽 의회 의원으로 첫 당선되었다. 같은 해 녹색당은 7.4% (110,571표)의 득표율을 차지했다. 루커스는 2004년 총선에서 173,351표 (득표율 8%)를 얻어 재선했고, 2009년 총선에서 다시 한번 재선했다. 정당명부제가 시행된 이 선거에서 녹색당의 득표수는 271,506표 (득표율 11.6%)로 증가했다 루커스는 유럽 의회 내에서 무역산업에너지연구위원회, 환경공중보건소비자정책위원회, 국제무역위원회, 기후변화임시위원회의 위원을 맡았다.
더불어 루커스는 동물 복지 인터그룹 부회장, 평화 문제와 소비자 사건에 관한 인터그룹들의 일원, ACP (아프리카, 캐러비안, 대서양) 담당 의회 대표단 임원, 팔레스티나 입법회와의 관계 대표단 임원을 맡았었거나 맡고 있다. 그녀는 위원회 활동 중 일부로 항공운수가 환경에 끼치는 영향에 관한 의회 통신위원회 조사위원 (제도사), 의회 구제역조사위원회의 부회장으로 활동하기도 했다.
2003년부터 2006년까지, 2007년부터 2008년까지는 여성 주의장직을 맡았다.
2005년 총선이 치러질 때 브라이턴패빌리언 선거구에서는 출마한 전 녹색당 주요 연설자인 케이스 테일러 녹색당 후보에 22%의 득표율로 가장 많은 표를 주었다. 2007년 루커스는 차기 총선에서 브라이턴패빌리언 선거구의 차후 국회의원 후보자로 녹색당 후보지명에 출마할 것을 선언했다. 루커스는 당원들에게 보낸 편지에서, 자신이 당내 선발 투표에서 10% 이상의 득표율로 승리한다면 내부 분열을 피하기 위해 자신만 출마할 것임을 분명히 했다. 루커스는 이런 행동이 "나 스스로 그리고 가족과의 약속"은 물론 "내가 크게 감탄하고 존경하는 한 사람이자 정치인인 케이스 타일러에 대한 충성과 약속" 때문에 "일생에서 가장 어려운 결정"이었다고 묘사했다. 2007년 7월 18일에는 루커스가 브라이턴 지역구의 녹색당 후보로 당선되었다고 발표됐다. 당내 투표에서 케이스 타일러의 45% 득표율에 비해 루커스는 55%의 득표율로 승리했다.

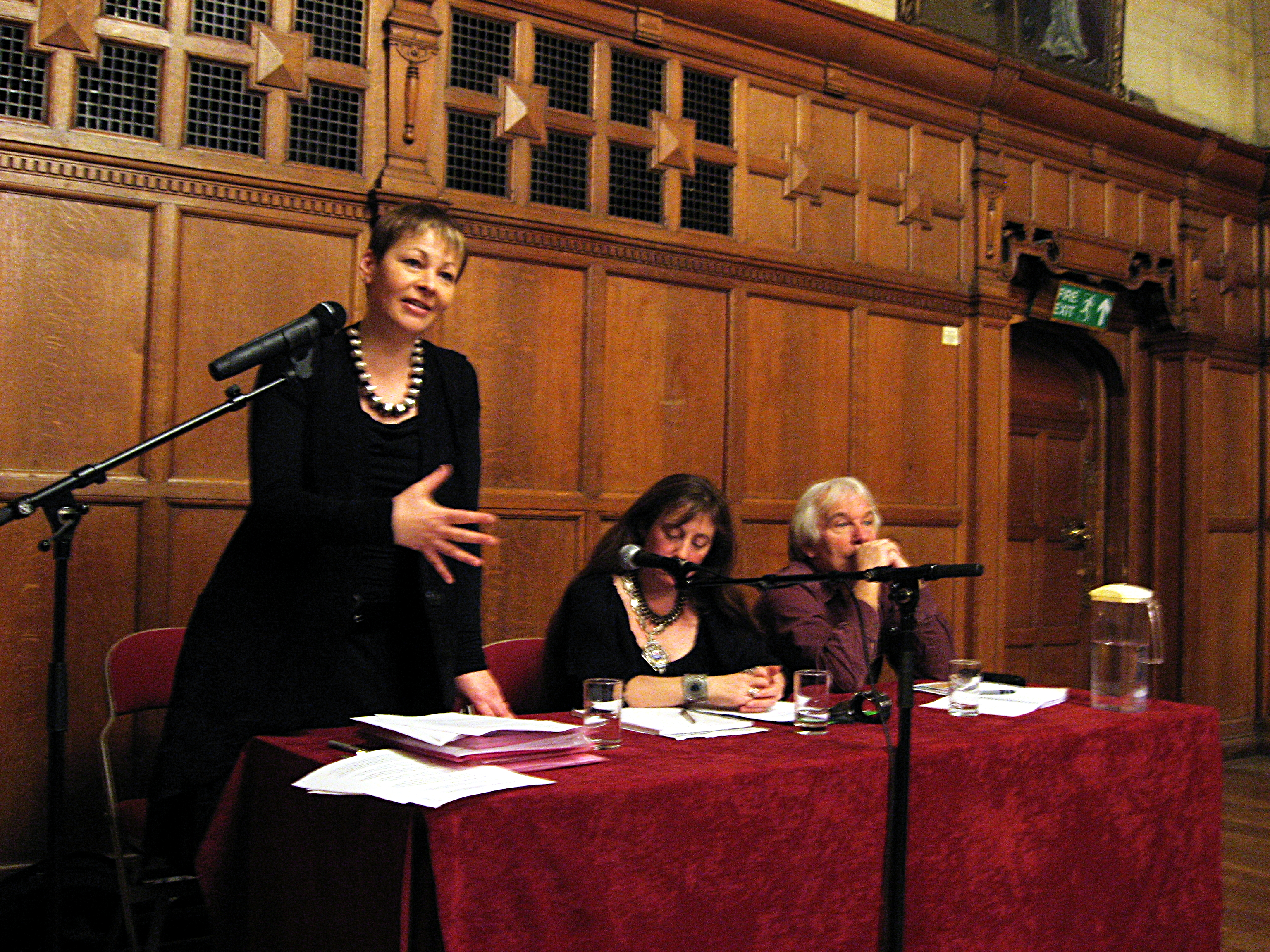
2009년 옥스퍼드에서 그린 뉴 딜에 관해 강연하는 캐럴라인 루커스

2008년 7월, 루커스는 재정·에너지·환경 분야 전문가 연합인 그린 뉴 딜 그룹에 가입했다. 그린 뉴 딜은 환경에너지 투자 계획을 제안하고, 금융부문에 더 큰 규정을 세우며, 환경주의 단체, 산업계, 농업계, 노동조합 간의 관계를 강화시킨다. 그린 뉴 딜의 제안은 불황과 기후변화, 에너지 가격 상승 우려에 대응하여 제기됐으며 세가지 모두와 맞붙도록 하는 통합 정책의 필요성을 강조한다.

## 역대 선거 결과
| 선거명           | 직책명                                 | 대수 | 정당                   | 득표율 | 득표수    | 결과         | 당락                               |
| ---------------- | -------------------------------------- | ---- | ---------------------- | ------ | --------- | ------------ | ---------------------------------- |
| 1999년 유럽 선거 | 유럽의원 (사우스이스트잉글랜드 선거구) | 5대  | 잉글랜드 웨일스 녹색당 | 7.4%   | 110,571표 | 비례대표 1번 | 사우스이스트잉글랜드 유럽의원 당선 |
| 2004년 유럽 선거 | 유럽의원 (사우스이스트잉글랜드 선거구) | 6대  | 잉글랜드 웨일스 녹색당 | 7.9%   | 173,351표 | 비례대표 1번 | 사우스이스트잉글랜드 유럽의원 당선 |
| 2009년 유럽 선거 | 유럽의원 (사우스이스트잉글랜드 선거구) | 7대  | 잉글랜드 웨일스 녹색당 | 11.6%  | 271,506표 | 비례대표 1번 | 사우스이스트잉글랜드 유럽의원 당선 |
| 2010년 선거      | 하원의원 (브라이튼퍼빌리언 선거구)     | 55대 | 녹색당                 | 31.33% | 16,238표  | 1위          | 브라이튼퍼빌리언 하원의원 당선     |
| 2015년 선거      | 하원의원 (브라이튼퍼빌리언 선거구)     | 56대 | 녹색당                 | 41.83% | 22,871표  | 1위          | 브라이튼퍼빌리언 하원의원 당선     |
| 2017년 선거      | 하원의원 (브라이튼퍼빌리언 선거구)     | 57대 | 녹색당                 | 52.25% | 30,149표  | 1위          | 브라이튼퍼빌리언 하원의원 당선     |
| 2019년 선거      | 하원의원 (브라이튼퍼빌리언 선거구)     | 58대 | 녹색당                 | 57.16% | 33,151표  | 1위          | 브라이튼퍼빌리언 하원의원 당선     |